# Communauté de communes Avenir et développement du secteur des Trois Rivières
La communauté de communes Avenir et développement du secteur des Trois Rivières est une ancienne communauté de communes française, située dans le département de Seine-et-Marne et la région Île-de-France.

## Historique
Elle est créée le 10 décembre 1993 avec sept communes, auxquelles s'ajoutent par la suite Touquin, puis Chevru. À partir du 1er janvier 2010, elle compte 12 communes.
Le 1er janvier 2013, elle fusionne avec la communauté de communes de la Brie des Templiers pour former la communauté de communes du Pays de Coulommiers.

## Composition
La Communauté de communes Avenir et développement du secteur des Trois Rivières regroupait 12 communes :
- Amillis
- Beautheil
- Chailly-en-Brie
- Chevru
- Dagny
- Hautefeuille
- La Celle-sur-Morin
- Marolles-en-Brie
- Mauperthuis
- Pézarches
- Saints
- Touquin